# Wyspa Sołowiecka
Wielka Sołowiecka – wyspa w europejskiej części Rosji, w obwodzie archangielskim na Morzu Białym. Należy do archipelagu Wysp Sołowieckich, w którym jest największą wyspą. Powierzchnia wyspy wynosi 246 km². W pobliżu leżą wyspy Bolszaja Muksałma i Anzierskij. Najwyższy punkt ma 98,5 m n.p.m. Na wyspie znajduje się Monastyr Sołowiecki, który w 1992 roku został wpisany na listę światowego dziedzictwa UNESCO.
Cieśninę oddzielającą wyspę Bolszaja Muksałma od Wyspy Sołowieckiej łączy zapora wybudowana między 1865 i 1871 przez mnichów z Monastyru Sołowieckiego. Mierzy ona 6,5 m. 
Na wyspie istnieje lotnisko, które oferuje loty do Archangielska.